# 傑倫·杜蘭
傑倫·威廉·杜蘭（英語：Jarren William Duran，1996年9月5日—），為美國職棒大聯盟的外野手，目前效力於波士頓紅襪。他的身高188公分，體重93公斤，左打右投。

## 職業生涯

### 波士頓紅襪
2018年大聯盟選秀，杜蘭在第六輪被紅襪選走。2019年，他分別效力高階1A和2A，並入選未來之星明星賽。2020年，小聯盟賽事因COVID-19疫情全面暫停。
2021年，杜蘭連續兩年受邀參加大聯盟春訓。球季開始時，他從3A開季。7月17日，杜蘭登上大聯盟。他在初登場就敲出大聯盟首安，並於19日敲出首轟。8月6日，杜蘭確診COVID-19。後面他因為傷勢，加上主力歸隊，在大小聯盟間載浮載沉。整季他的打擊率為215，並敲出2轟與10分打點。
2022年，杜蘭從3A開季。該年他主要都是因為主力暫時缺陣而上大聯盟支援頂替。7月22日，紅襪以5比28慘敗給藍鳥。其中杜蘭在比賽中找不到飛球時，不是積極尋找球的位置，而是看著球在後方落地，等著自己的隊友去撿，這也讓雷梅爾·塔皮亞跑出場內全壘打，而他也遭受不少批評。整季他的打擊率僅有2成21，並敲出3轟與17分打點。
2023年，杜蘭又從3A開季。他也在這年逐漸站穩球隊外野位置。8月29日，他因為腳趾動手術整季報銷。整季他的打擊率為2成95，並敲出8轟與40分打點。
2024年，杜蘭首度入選明星賽。他在明星賽敲出致勝2分砲，讓他獲選為明星賽MVP。

## 國際賽
2021年，杜蘭曾參加過加勒比海大賽，他還幫助球隊奪冠。
2021年5月，他代表美國隊參加東京奧運。但因為他被紅襪叫上大聯盟，所以沒有進入奧運名單。
2023年，因為具有墨西哥血統，因此杜蘭代表墨西哥參加世界棒球經典賽。

## 外部連結
- 球員資訊和成績在MLB ，ESPN ，Baseball Reference ，Fangraphs ，The Baseball Cube （英文）